# Elecciones generales de Bolivia de 1934
Las elecciones generales de Bolivia de 1934 se realizaron el 11 de noviembre de dicho año, a fin de elegir un nuevo Presidente de la República y un nuevo Congreso Nacional, pero los resultados fueron posteriormente anulados. Los periodos de los senadores y diputados elegidos en 1933 y que estaban en el cargo fueron prorrogados hasta el 5 de agosto de 1936, mediante una ley aprobada por el Congreso Nacional el 4 de agosto de 1935.

## Resultados

### Presidente
| Candidato presidencial | Candidato vicepresidencial | Partido/Alianza      | Votos  | %     |
| ---------------------- | -------------------------- | -------------------- | ------ | ----- |
| Franz Tamayo Solares   | Rafael de Ugarte           | PRG                  | 9642   | 59,21 |
| Juan María Zalles (PL) | Bernardo Navajas Trigo     | PL                   | 6642   | 40,79 |
| Votos válidos          | Votos válidos              | Votos válidos        | 16 284 | 100,0 |
| Votos nulos            | Votos nulos                | Votos nulos          | ???    |       |
| Votos emitidos         | Votos emitidos             | Votos emitidos       | ???    |       |
| Votantes registrados   | Votantes registrados       | Votantes registrados | ???    |       |
| Población              | Población                  | Población            | ???    |       |
| Fuente: Mesa           |                            |                      |        |       |

- PL – Partido Liberal.
- PRG – Partido Republicano Genuino.